# Споглядання
Спогляда́ння (контемпляція) — спосіб пізнавальної діяльності, що реалізується як безпосереднє відношення свідомості до предмета. У західно — європейській філософській традиції виділяють два основних розуміння споглядання. Перше з них сходить до Платона. У нього споглядання є надчуттєве пізнання ідей, що відкриває перед людиною світ істини. У ряду представників німецької класичної філософії (Фіхте, Шеллінг) споглядання стає інтелектуальним. Воно розглядається як джерело філософського пізнання і являє собою інтелектуально-розумове проникнення через видимість явищ до їх сутності. Друге розуміння споглядання пов'язано з ім'ям Канта. Заперечуючи можливість інтелектуального споглядання, він протиставляв споглядання як мисленню, так і відчуттю і трактував його як спосіб даності предмета, який організовується формами «чистого споглядання» — простором і часом. Шопенгауер приписував спогляданню неусвідомлюване, інтелектуальний зміст і вважав споглядання «первинним» поданням, а поняття — «вторинним». У рамках марксистської теорії пізнання споглядання розглядалося як цілісне сприйняття предмета, поперед понятійно-логічному мисленню. У феноменології Гуссерля визнаються обидва види споглядання — «емпіричне» споглядання (споглядання предметів чуттєвого досвіду) і «ейдетичне» споглядання, предметом якого є сутність, ейдос.

## Історія поняття
В історії філософії його аналогом було поняття інтуїції. Словом споглядання часто переводять слово грец. θεωρία, що означає умогляд або «зосередження душі на надуманих таємницях» (Феофан Затворник), а також англ. contemplation, під яким розуміється стан після отримання інформації, коли відбувається ефект зупинки думки, «одномоментне схоплювання» і інсайт. При перекладах класичних текстів народилося поняття «життя споглядальне» (лат. vita contemplativa), протилежне за змістом «життю діяльному» (лат. vita activa).

## Споглядання іспостереження
Основні методологічні вимоги до спостереження наступні:
1. активність (не споглядання об'єкта, а пошук і фіксація дослідником потрібного ракурсу бачення його),
2. цілеспрямованість (увага повинна фіксуватися тільки на явищах, що цікавлять),
3. планомірність і навмисність (проходження за певним планом або сценарієм),
4. системність (ведення за певною системою для багаторазового сприйняття об'єкта в заданих режимах)[2] .